# Theaterfamilie Bille
Familie Bille ist eine deutsche Marionettenspielerdynastie. 

## Geschichte
Die Wurzeln des Theaters reichen bis in die 1790er Jahre zurück (die von einigen Familienmitgliedern kolportierte Jahreszahl 1638 basiert auf einer falschen Quellenangabe). Begründer der Theatertradition waren Johann Bernhard Bille (1748–1822) und Johann Georg Bille (gestorben nach 1812), die Söhne eines Militärarztes in einem Husarenregiment. Beide ließen sich zunächst in Böhlen bei Grimma/Sachsen, später in Dörfern (zum Beispiel Saathain) in der Nähe von Elsterwerda (damals Sachsen, nach 1815 Preußen) nieder. Beide betrieben neben ihren Marionettenbühnen auch etwas Landwirtschaft. Im 19. Jahrhundert reisten zahlreiche Marionettenbühnen der Familie durch Mitteldeutschland. Durch Heirat waren die Billes mit allen anderen Marionettenspielerfamilien der Region verwandt und verschwägert. In siebter bis achter Generation spielten Otto Bille (verstorben 2012), der wie auch Fred und Andreas Bille, Ende der 1950er Jahre aus der DDR floh. 
Otto Bille betrieb zunächst eine mobile, später eine feste Marionettenbühne in München im Ludwig Kraft Theater. Sein Sohn Karl-Heinz Bille leitet mit seinem Kollegen Albert Maly-Motta das Marionettentheater Bad Tölz und Sohn Florian mit seiner Frau Wlada das Marionettentheater Unterschleißheim bei München.
Die Marionetten der Familie Bille sind in diversen Museen zu sehen, unter anderem in der Staatlichen Kunstsammlung Dresden (Puppentheatermuseum Dresden) und im Theaterfigurenmuseum Lübeck.